# میل می-۳۴
میل می-۳۴ (نام گزارش شده توسط ناتو: هرمیت) یک بالگرد سبک است که توسط کارخانه هلیکوپتر میل مسکو در پیکربندی دو یا چهار صندلی برای کاربری تجاری و آموزش طراحی شده‌است. این هواپیما برای اولین بار در ۱۷ نوامبر ۱۹۸۶ پرواز کرد و در نمایشگاه هوایی پاریس در سال ۱۹۸۷ معرفی شد. می-۳۴ در سال ۱۹۹۳ وارد تولید شد و قادر به انجام مانورهای آکروباتیک از جمله رول و لوپ است.

## کاربران

### نظامی
بوسنی و هرزگوین
- نیروهای مسلح بوسنی و هرزگوین[۱][۲]

 نیجریه
- نیروی هوایی نیجریه[۳]

## مشخصات فنی (می-۳۴اس)
داده‌ها از Jane's All The World's Aircraft 2000–2001
ویژگی‌های عمومی
- خدمه: 1 یا ۲
- ظرفیت: 2 pax
- طول: ۱۱٫۴۱۵ متر (۳۷ فوت ۵ اینچ) کلی

۸٫۷۱ متر (۲۹ فوت) بدنه
- ارتفاع: ۲٫۷۵ متر (۹ فوت ۰ اینچ)
- وزن خالی: ۹۵۰ کیلوگرم (۲٬۰۹۴ پوند)
- وزن ناخالص: ۱٬۲۸۰ کیلوگرم (۲٬۸۲۲ پوند) عادی

۱٬۱۰۰ کیلوگرم (۲٬۴۲۵ پوند) aerobatic
- بیشترین وزن برخاست: ۱٬۴۵۰ کیلوگرم (۳٬۱۹۷ پوند)
- ظرفیت سوخت: ۱۷۶ لیتر (۴۶ گالون آمریکایی؛ ۳۹ گالون بریتانیایی) / ۱۲۸ کیلوگرم (۲۸۲ پوند)
- پیشرانه: ۱ عدد موتور ۹ سیلندر پیستونی شعاعی هوا خنک Vedeneyev M-14V-26V، ۲۳۹ کیلووات (۳۲۱ اسب بخار)
- قطر روتور اصلی:  ۱۰ متر (۳۲ فوت ۱۰ اینچ)
- مساحت روتور اصلی: ۷۸٫۷ متر مربع (۸۴۷ فوت مربع)

عملکرد
- حداکثر سرعت: ۲۱۰ کیلومتر بر ساعت (۱۳۰ مایل بر ساعت، ۱۱۰ گره)
- سرعت کروز: ۱۷۰ کیلومتر بر ساعت (۱۱۰ مایل بر ساعت، ۹۲ گره) * بهترین سرعت سعود: ۹۰ کیلومتر بر ساعت (۵۶ مایل بر ساعت؛ ۴۹ گره)
- بُرد: ۳۵۶ کیلومتر (۲۲۱ مایل، ۱۹۲ مایل دریایی) با maxfuel در ۵۰۰ متر (۱٬۶۴۰ فوت) و ۵٪ ذخیره
- حداکثر ارتفاع: ۴٬۰۰۰ متر (۱۳٬۰۰۰ فوت) *سقف شناور OGE: ۹۰۰ متر (۲٬۹۵۳ فوت)
- حد شتاب جی: +۳
- بارگیری دیسک: ۱۸٫۴ کیلوگرم بر متر مربع (۳٫۸ پوند بر فوت مربع)۰٫۱۶۴۵ kilowatts per kilogram (۰٫۱۰۰۱ horsepower per pound)

## همچنین ببینید
- بل ۲۰۶
- سی‌اچ-۱۴ آگوئیلوچو
- انستروم اف ۲۸
- کازان آنسات
- ام‌دی ۵۰۰
- رابینسون آر-۴۴
- ورتیکال هامینگبرد